# De Hoefslag (Soest)
De Hoefslag, voorheen Zuid-Pijnenburg, is een villa aan de Biltseweg 37 in Soest.
De rentenierswoning werd gebouwd voor de eigenaar van Pijnenburg, Andries de Wilde. De eerste steen voor het gebouw dat als zomerhuis zou dienen, werd blijkens de tekst op deze steen gelegd door zijn vrouw Cornelia Henrica de Wilde-Neitzel op 7 mei 1862. In 1865 werd het verkocht aan de familie Insinger. Daarbij is de naam Zuid-Pijnenburg veranderd in De Hoefslag. Het huis had oorspronkelijk een toegang via een bruggetje over de Praamgracht.
In 1927 was er een pension in gevestigd. De Hoefslag werd daarna gebruikt als Luthers Buitencentrum en Jeugdcentrum van de hervormde gemeente Amsterdam-Sloten.
In 1992 werd het pand vergroot naar een ontwerp van architect D.E. Wentink van Wentink.
Op het terrein staat een geteerde stal met schuur.

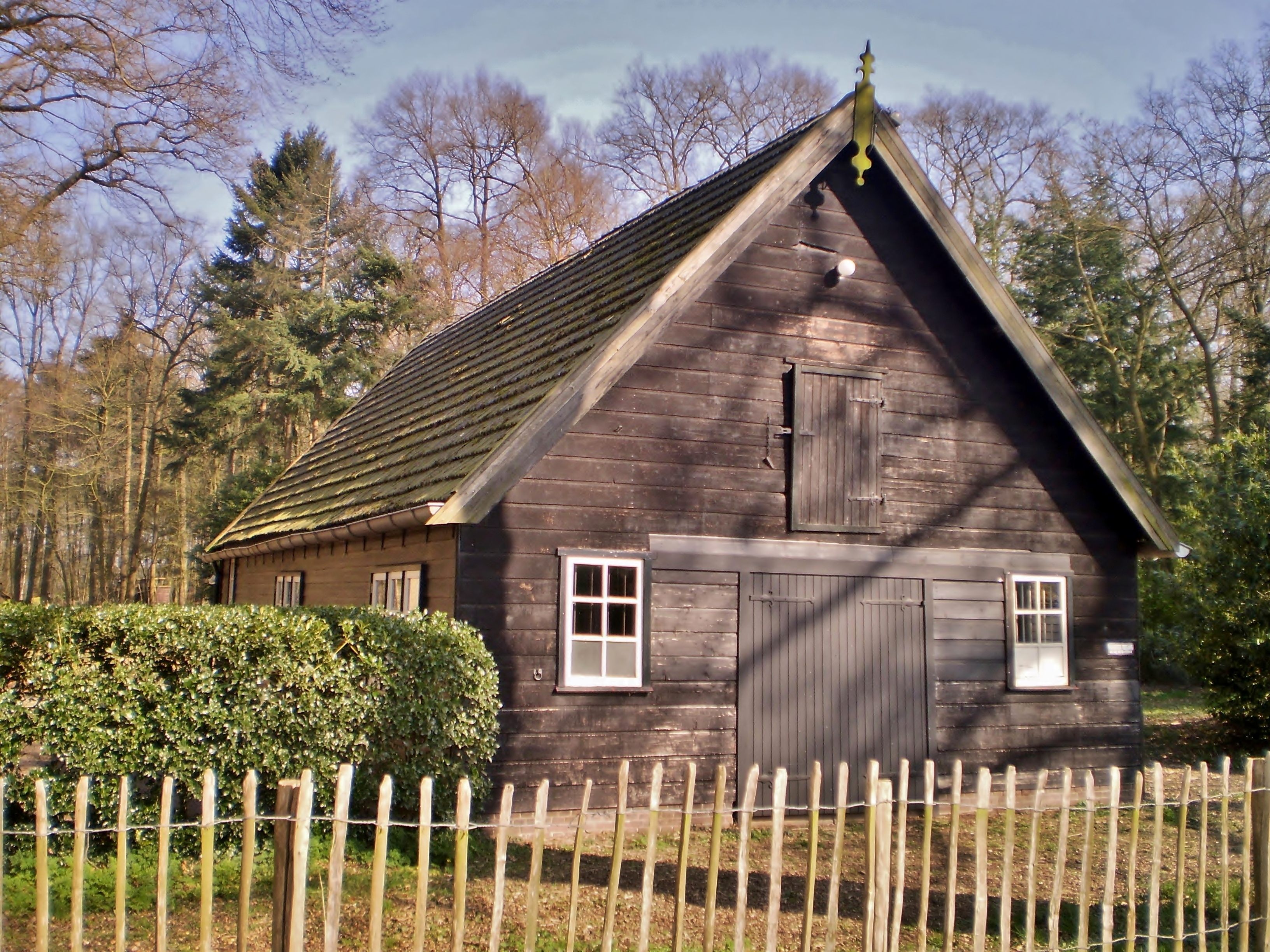
Schuur bij De Hoefslag